# Capitolio del Estado de Illinois
El Capitolio del Estado de Illinois (en inglés Illinois State Capitol) ubicado en Springfield, la capital del estado de Illinois (Estados Unidos). Alberga las ramas legislativa y ejecutiva del gobierno del estado estadounidense de Illinois. El edificio actual es el sexto en servir como edificio del capitolio desde que Illinois fue admitido en Estados Unidos en 1818. Construido con los estilos arquitectónicos del Renacimiento francés y el italiano, fue diseñado por Cochrane y Garnsey, una firma de arquitectura y diseño con sede en Chicago. Se inició la construcción del nuevo capitolio el 11 de marzo de 1868, y el edificio se completó veinte años después por un costo total de 4,5 millones de dólares.
El edificio contiene las cámaras de la Asamblea General de Illinois, que está formada por la Cámara de Representantes de Illinois y el Senado de Illinois. Una oficina para el gobernador de Illinois, oficinas adicionales y salas de comités también se encuentran en el edificio. La huella del capitolio tiene la forma de una cruz griega con cuatro alas iguales. Su alta cúpula central y los techos de la torre están cubiertos de zinc para proporcionar una fachada plateada que no resiste la intemperie. El erudito en arquitectura Jean A. Follett lo describe como un edificio que "es monumental en escala y rico en detalles". El interior de la cúpula presenta un friso de yeso pintado para parecerse al bronce, que ilustra escenas de la historia de Illinois, y vidrieras, incluida una réplica de vidrieras del sello estatal en el óculo de la cúpula.

## Descripción
Con una altura total de 110 m, el capitolio de Illinois es el capitolio sin rascacielos más alto, incluso superando la altura del Capitolio de Estados Unidos en Washington D. C.. En contraste, el capitolio más bajo apenas alcanza los 73,66 m de altura. Los únicos capitolios estatales más altos que este son los diseños no clásicos de Luisiana y Nebraska, cuyos gobiernos optaron por edificios más modernos. La cúpula mide 28,2 m de ancho, y está cimentada en un sustrato de roca sólida, situado 7,8 m debajo de la superficie. Es el edificio más alto de Springfield, aunque ello se debe a una ley que prohíbe que haya edificios de más altura que el capitolio. El edificio tiene la forma de una cruz latina alineada con las principales direcciones de la brújula y mide 115,5 m desde el extremo norte hasta el extremo sur, y 81,7 m desde el extremo este hasta el extremo oeste. El capitolio ocupa un terreno de nueve acres que forma los terrenos del capitolio. William Douglas Richardson se desempeñó como uno de los principales contratistas para la construcción del edificio, y Jacob Bunn, un suegro de Richardson, se desempeñó como presidente del comité directivo de construcción.

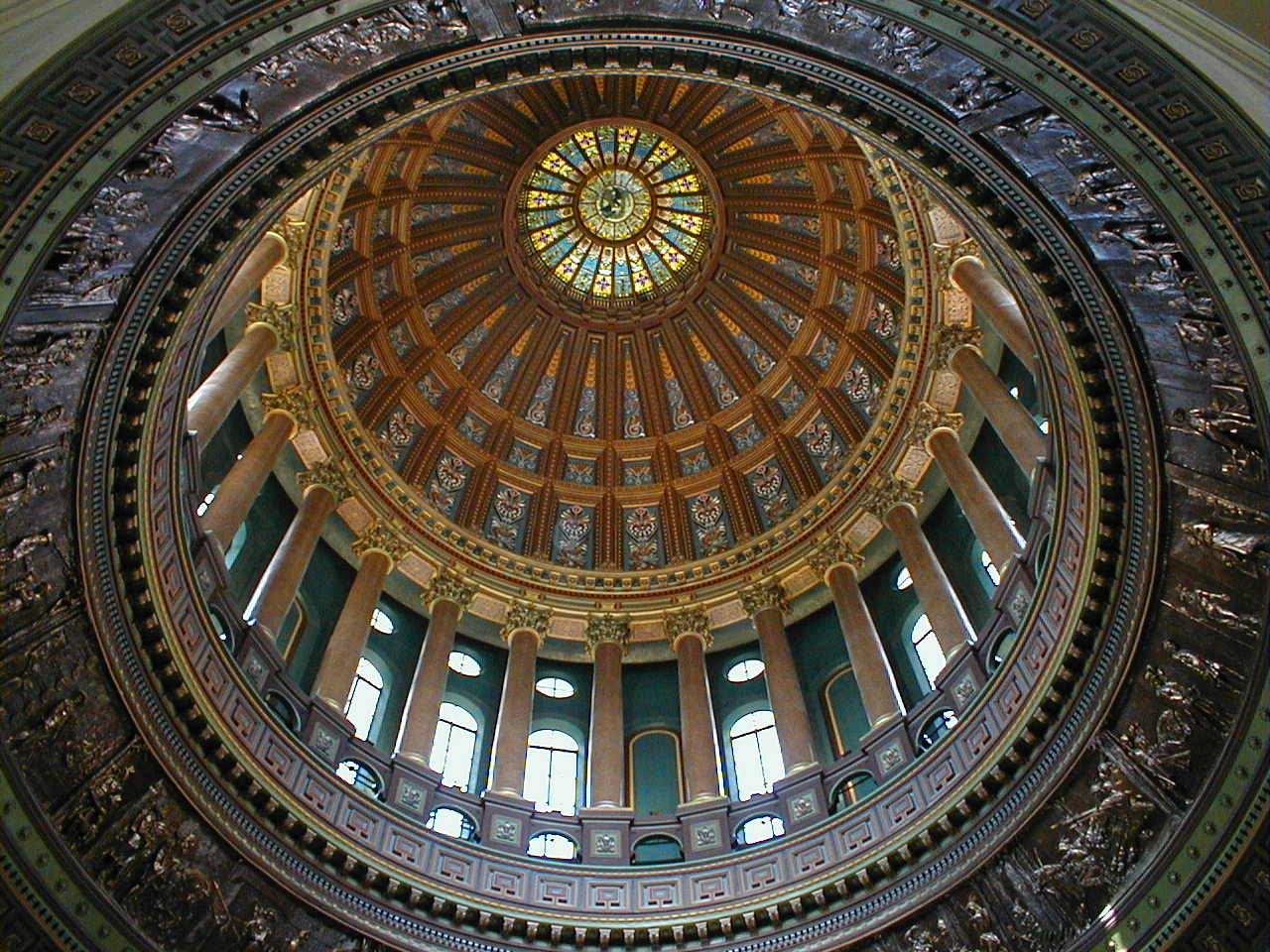
Detalle del interior de la cúpula

Cuando se construyó el capitolio, se incluyeron varios pozos vacíos para la futura instalación de ascensores. Los ascensores originales accionados por agua se instalaron en 1887 y, a veces, fueron objeto de burla por parte de los periódicos locales, ya que se consideraron inadecuados para un edificio con el prestigio del Capitolio del Estado. Los ascensores eléctricos se instalaron más tarde, en algún momento antes de 1939, cuando la legislatura asignó 30.000 dólares para su reparación.

## Renovación
En 2011, la instalación se sometió a una renovación de 50 millones de dólares, principalmente centrada en el ala oeste, para mejorar la seguridad de la vida, la Ley para Estadounidenses con Discapacidades de 1990 y la infraestructura mecánica, eléctrica y de plomería, así como mejoras arquitectónicas para acercar el capitolio a su apariencia original de la década de 1870, el «período de importancia» para el edificio. Las mejoras incluyeron el reacabado de interiores y arcos de ladrillo a la vista en el sótano; instalación de postes de luz de soltera para la gran escalera, candelabros nuevos y puertas exteriores revestidas de cobre; y remoción de una segunda planta de entrepiso.
La adición de las estatuas de doncellas es particularmente notable, ya que estaban destinadas al edificio desde la década de 1870 cuando el arquitecto Alfred Piquenard las diseñó como parte del proyecto original. Piquenard también fue el arquitecto del Capitolio del Estado de Iowa, que es de un estilo similar, aunque de menor tamaño. Los legisladores de Illinois de la década de 1870 pensaban que las mujeres con poca ropa eran demasiado atrevidas. Por ello se instalaron lámparas sencillas en la base de la gran escalera, mientras que las lámparas de doncella destinadas a Illinois se entregaron e instalaron en el Capitolio del Estado de Iowa, en Des Moines, donde permanecen hasta el día de hoy. Las lámparas ahora instaladas en Illinois como parte de esta renovación son réplicas de las de Iowa.

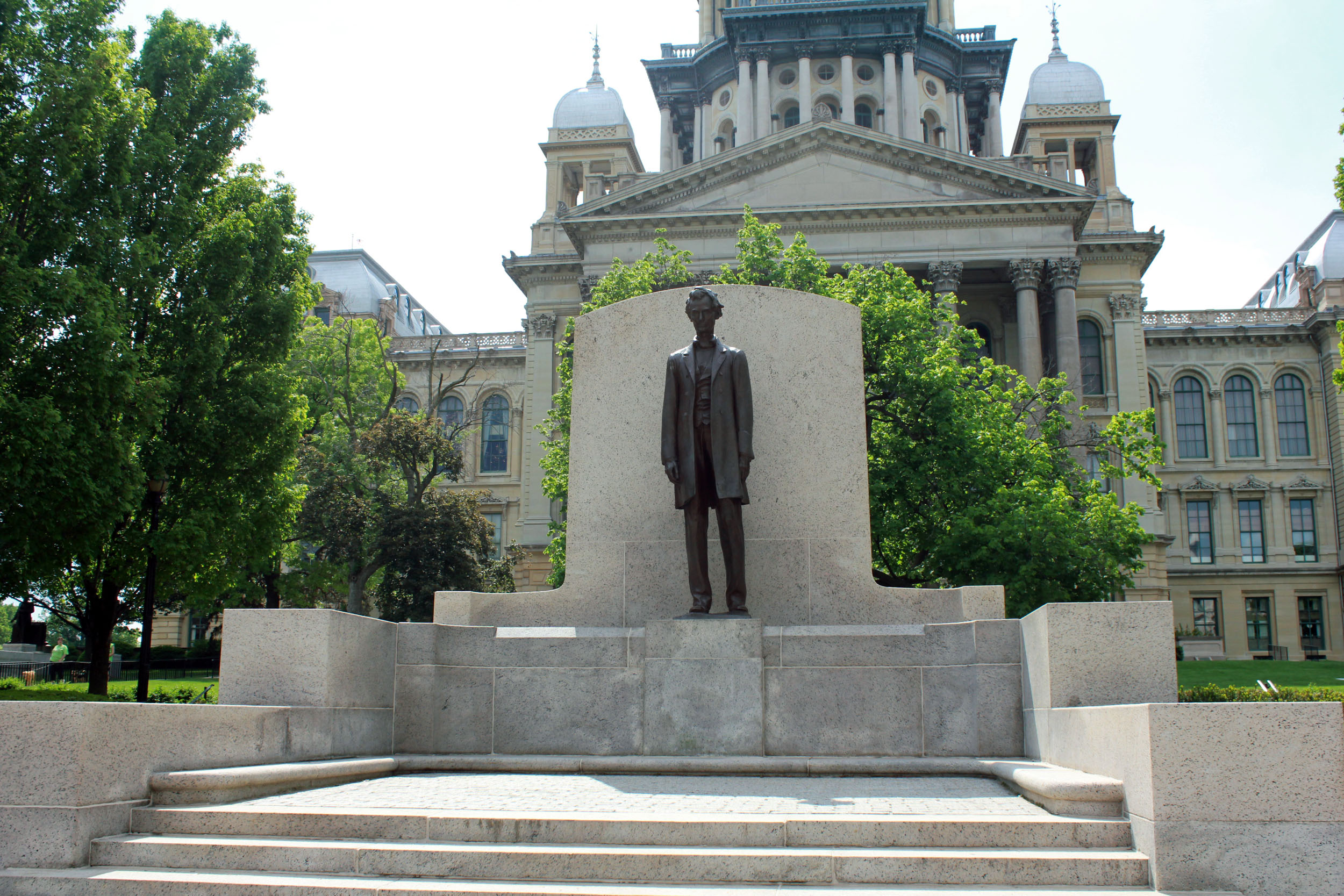
Lincoln de Andrew O'Connor en el frente este del Capitolio

En 2014, la renovación obtuvo la certificación LEED Gold bajo el programa de Nueva Construcción y Renovación Mayor del US Green Building Council.

## Antiguos capitolios
El actual Capitolio de Illinois es el sexto edificio de este tipo en la historia del estado. El primero estaba ubicado en Kaskaskia, Illinois, una ciudad en el río Misisipi fundada por los franceses en 1709. Kaskaskia había sido la capital territorial de Illinois desde 1809, por lo que se consideró un lugar apropiado para la capital del nuevo estado. El estado arrendó el primer edificio del capitolio, un edificio de dos pisos, por la suma de 4 dólares por día.
Deseando ubicar la capital en el interior del estado, la primera Asamblea General solicitó al Congreso una concesión de tierras adecuadas. El Congreso ofreció, y el estado aceptó, una parcela de tierra río arriba por el río Kaskaskia, a unas ochenta millas al noreste de Kaskaskia. Esta ubicación, que se llamaría Vandalia, Illinois, fue seleccionada en parte con la esperanza de alentar a los colonos a trasladarse a otras partes del estado que aún estaban deshabitadas. El estado permitió que expirara el contrato de arrendamiento de la primera capital en Kaskaskia y se trasladó a Vandalia.

### Cuarto Capitolio
La ciluldad de Vandalia fue la ubicación del segundo, tercer y cuarto edificio del capitolio, donde se reunió la legislatura entre 1820 y 1837. En 1820, con la finalización del nuevo o "segundo" capitolio, Vandalia se convirtió en la capital del estado. La estructura se quemó poco después y un tercer capitolio se levantó rápidamente en 1824 a un costo de 15.000 dólares. Después de su construcción, muchos ciudadanos comenzaron a abogar por reubicar el capitolio en un lugar más cercano al centro del estado.
En 1833 se presentó un proyecto de ley para que se votara en todo el estado para determinar una nueva ubicación a partir de una lista de varias opciones, incluidas Alton, Jacksonville, Peoria, Springfield, Vandalia y el centro geográfico real del estado. Si bien Alton fue el vencedor, la legislatura determinó que el margen era demasiado pequeño para ser concluyente e ignoró la votación. En 1836, un joven abogado llamado Abraham Lincoln, junto con sus colegas de la profesión jurídica, propugnó trasladar la capital a Springfield.
Ese verano, el edificio del capitolio de Vandalia fue demolido por ciudadanos locales y reemplazado por el cuarto capitolio (construido a un costo de 16.000 dólares) en un esfuerzo por mantener la capital en Vandalia. Aunque la nueva estructura de ladrillos era extravagante, la Asamblea General ignoró el gesto y votó para trasladar la capital a Springfield el 25 de febrero de 1837.

### Quinto y sexto capitolios

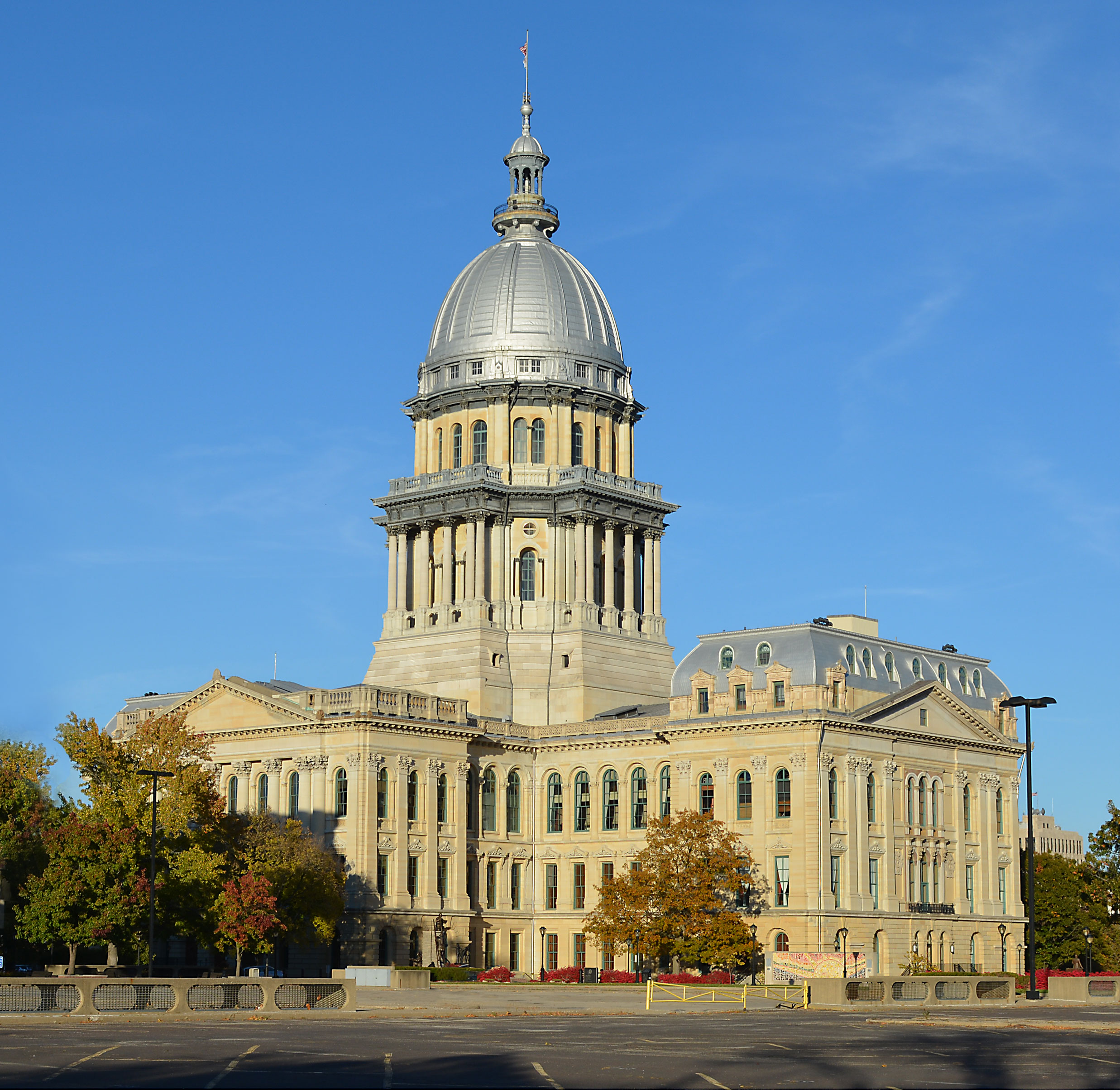
El sexto y actual Capitolio de Illinois mirando al noroeste

El 4 de julio de 1837, se colocó el primer ladrillo para el quinto capitolio de Illinois diseñado por John F. Rague, quien también diseñó el casi idéntico Capitolio Territorial de Iowa. En 1853, el capitolio se completó por una suma total de 260.000 dólares, casi veinte veces el costo de cualquier estructura anterior. El edificio fue diseñado en el estilo del Renacimiento griego con piedra extraída a 6 millas del sitio. Durante muchos años, fue la capital más grande y extravagante de la frontera occidental de Estados Unidos. El quinto capitolio está estrechamente asociado con Abraham Lincoln, ya que fue aquí donde argumentó casos ante la Corte Suprema de Illinois, sirvió en la legislatura estatal, debatió por primera vez con Stephen Douglas, pronunció su famoso discurso "Casa dividida" y su cuerpo fue enterrado en el estado después de su asesinato. el 4 de mayo de 1865.
A medida que Illinois prosperó y experimentó varios auges de población, el quinto capitolio se llenó de gente, especialmente como resultado de las reubicaciones después de la Guerra Civil. El 24 de febrero de 1867, el estado votó para construir un nuevo capitolio más grande. Después de abrir el camino para el sexto y actual Capitolio en 1868, el estado recuperó los costos del quinto capitolio vendiéndolo al condado de Sangamon por 200.000 dólares. Sirvió como el palacio de justicia del condado hasta 1961, cuando el estado volvió a comprar el edificio y lo restauró como un hito histórico, el Sitio Histórico Estatal del Antiguo Capitolio del Estado.